# Puderbach
Puderbach é um município da Alemanha localizado no distrito de Neuwied, estado da Renânia-Palatinado.
É membro e sede do Verbandsgemeinde de Puderbach.